# Headford
Headford (iriska: Áth Cinn) är en ort i republiken Irland.   Den ligger i grevskapet County Galway och provinsen Connacht, i den nordvästra delen av landet, 190 km väster om huvudstaden Dublin. Headford ligger 15 meter över havet och antalet invånare är 889.
Terrängen runt Headford är platt. Runt Headford är det ganska glesbefolkat, med 42 invånare per kvadratkilometer. Närmaste större samhälle är Tuam, 17,4 km öster om Headford. Trakten runt Headford består i huvudsak av gräsmarker.